# Der Himmel lacht! Die Erde jubilieret
Der Himmel lacht! Die Erde jubilieret (Le ciel rayonne ! la terre jubile), (BWV 31), est une cantate religieuse de Johann Sebastian Bach composée à Weimar en 1715.

## Histoire et livret
La cantate a été composée pour le premier jour de Pâques et a été interprétée pour la première fois le 21 avril 1715, à la chapelle ducale de Weimar. Elle a ensuite été jouée plusieurs fois à Leipzig dans une version légèrement modifiée : probablement le 9 avril 1724 et assurément le 25 mars 1731. Il est possible qu'elle ait été jouée en 1735. Pour cette destination liturgique, deux autres cantates ont franchi le seuil de la postérité : les BWV 4 et 249 (Oratorio de Pâques).
Le texte est tiré des « Evangelisches Andachts-Opffer » du poète de Weimar, Salomon Franck, auteur des textes de neuf cantates de Bach. Les vers sont en poésie libre et interprètent - en accord avec la circonstance - le message pascal, en liaison avec la demande faite aux fidèles de laisser Jésus ressusciter dans leur âme. Le mouvement final reprend le dernier vers du choral de mort Wenn mein Stündlein vorhanden ist de Nikolaus Herman qui constitue une référence pour la vie après la mort du Chrétien après sa résurrection en Jésus.

## Structure et instrumentation
La cantate est écrite pour cor, trois trompettes, timbales, trois hautbois, taille (hautbois ténor), deux violons, deux alto et basse continue avec trois voix solistes (soprano, ténor, basse) et chœur à quatre voix. Le premier chœur étant lui exceptionnellement à cinq voix.
Il y a neuf mouvements : 
1. sonate.
2. chœur : Der Himmel lacht! Die Erde jubilieret
3. récitatif (basse) : Erwünschter Tag!
4. aria (basse) : Fürst des Lebens, starker Streiter
5. récitatif (ténor) : So stehe dann, du gottergebne Seele
6. aria (ténor) : Adam muss in uns verwesen
7. récitatif (soprano) : Weil dann das Haupt sein Glied
8. aria et choral (soprano) : Letzte Stunde, brich herein
9. choral : So fahr ich hin zu Jesu Christ

Le début de la Sonata :

## Musique
Alors que Bach devait être particulièrement occupé du fait de l'arrivée prochaine d'une fête aussi importante que Pâques, la composition de cette cantate avec trois trompettes et cinq instruments à anche est remarquable : Pas moins de dix-sept instruments différents sont nécessaires à l'exécution de l’œuvre.
Le caractère festif de la cantate se montre dès le début par une sonate avec une introduction semblable à une fanfare. Après cela apparaît un chœur d'ouverture sous la forme d'une fugue chorale pour cinq voix qui reprend et développe l'humeur jubilatoire. Puis arrivent deux récitatifs qui encadrent une aria de basse accompagnée de la seule basse continue. L'aria pour ténor suivante est introduite par une ritournelle pour cordes. Dans la dernière aria, la soprano et le hautbois solo contrastent avec les cordes basses à l'unisson qui annoncent déjà la mélodie du choral du dernier mouvement.
Comme la tonalité ecclésiastique de l'orgue de Weimar qui servait de référence pour les instruments à cordes était probablement un tiers plus élevée que le tonalité standard de l'orgue de Leipzig, Bach a dû laisser de côté, soit les voix des instruments à anche complètement soit les réécrire pour les représentations ultérieures à Leipzig ou il a même pu les faire jouer par d'autres instruments que ceux qui étaient initialement prévus.